# لئون تروتسکی
لئون داویدُویچ تروتسکی (با نام اصلی لیو برنشتاین) (به روسی: Лев Дави́дович Тро́цкий) (زاده ۷ نوامبر ۱۸۷۹ – درگذشته ۲۱ اوت ۱۹۴۰) فیلسوف، متفکر، انقلابی، تاریخ‌نگار، روزنامه‌نگار، سیاستمدار روس و نظریه‌پرداز مارکسیست بود.
در آغاز تشکیل اتحاد جماهیر شوروی سوسیالیستی، تروتسکی که چهره‌ای اثرگذار و بانفوذ به حساب می‌آمد به عنوان کمیسر خلق برای روابط خارجی برگزیده شد. پس از صلح با آلمان بنا به ضرورت از این مقام استعفا داد و کمی بعد به مقام وزارت جنگ منصوب شد و رهبری گسترش و ارتقای ارتش سرخ نوبنیاد را به‌دست گرفت. او با اینکه پیشینه نظامی نداشت ولی به خوبی از امور نظامی و سیاست‌های فرماندهی و جنگی آگاهی داشت و نقش پررنگی در پیروزی ارتش سرخ در جنگ داخلی روسیه ایفاکرد. وی همچنین یکی از نخستین اعضای دفتر سیاسی بود.
به‌خاطر کشمکش‌هایی که در دههٔ ۱۹۲۰ میان تروتسکی و ژوزف استالین، بر سر قدرت و شیوه اداره حکومت، وجود داشت، تروتسکی از حزب سوسیال دموکرات کارگری روسیه اخراج و از اتحاد شوروی تبعید شد. وی در دوران تبعید چندین کتاب مهم دربارهٔ فاشیسم و رژیم استالین نوشت. او که در اواخر دهه ۳۰ از دید استالینیست‌ها (مقامات اتحاد جماهیر شوروی)، عنصری خطرناک برای رژیم استالین در شوروی و جریان چپ روسی در جهان شده بود در سال ۱۹۴۰ در مکزیک توسط یکی از مأموران کمیساریای خلق در امور داخلی به قتل رسید. ایده‌های تروتسکی تشکیل‌دهندهٔ پایه و اساس تئوری تروتسکیسم هستند.

## آغاز زندگی
لئون تروتسکی در سال ۱۸۷۹ در خانواده‌ای یهودی و ثروت‌مند در روستایی در اوکراین با نام لف داویدُویچ برونشتاین زاده شد. پدر او از زمین‌داران بزرگ اوکراین بود و خود او همیشه از بیان آن خودداری می‌کرد. او به گفته طرفدارانش به دوری از زندگی مرفه باور داشت که پس از مرگ پدر، سهم‌الارث خود را مطالبه نکرد. در ۹ سالگی به همراه یکی از اقوام خود به اودسا رفت تا تحصیل در مدرسه ابتدایی را آغاز کند. در آن جا در خانه اسپنتسر پانسیون شد. در محیط این خانه، انضباط سختی حکمفرما بود و همین امر باعث تقویت روحیه نظم و انضباط در او شد؛ صفتی که بعدها مخالفان تروتسکی، آن را نوعی «خشونت نظامی‌گیری» خواندند. چون اسپنتسر دستی در ترجمه و نشر آثار ادبی و کلاسیک یونان داشت، از این رو لئو نیز با اصول صنعت چاپ و ادبیات کلاسیک آشنا شد.
دورهٔ مدرسه ابتدایی به سر آمد و عازم رفتن به دبیرستان شد، اما مشکل بزرگی در برابر او وجود داشت. یک یهودی به سختی می‌توانست به دبیرستان راه یابد زیرا سهمیه مشخصی برای دانش آموزان یهودی وجود داشت. اما با کمک دوستان با نفوذ، به دبیرستان «سنت پالوس» راه یافت. دوران تحصیل در دبیرستان، افق‌های تازه ای را در برابر او گشود: در پاییز که به دبیرستان رفت، زبان‌های آلمانی و فرانسه را یادگرفت. عادت به مطالعه در او پدید آمد و به مطالعه آثار نویسندگان انسان‌دوست روسیه (نظیر تولستوی) و نویسندگان روشنفکر اروپایی پرداخت. در سال دوم دبیرستان بود که فعالیت مطبوعاتی را آغاز کرد و در مجله «قطره» (که به وسیله دبیرستان منتشر می‌شد) مقالات ادبی می‌نوشت و اشعارش را به چاپ می‌رساند. کارنامه تحصیلی او نشان می‌دهد که از دانش آموزان جدی و ممتاز بود.
تروتسکی در ۱۷ سالگی و در مدرسه با نوشته‌های سازمان‌های پنهانی و مارکسیسم آشنا شد. او به همراه عده‌ای از دوستانش «تشکیلات کارگری جنوب» را برپا نمود که در طی چند ماه هزاران نفر جذب آن شدند. در سال ۱۸۹۸ این تشکیلات توسط پلیس مخفی منحل شد و برونشتین و دیگر رهبران آن به زندان افتادند. همه آن‌ها به چهار سال تبعید به سیبری محکوم شدند. در این مدت لئون و الکساندرا با حزب سوسیال دموکرات کارگری روسیه (POSDR) که زیر نظر ولادیمیر لنین و گئورگی پلخانف بود ارتباط برقرار کردند. در دوران زندان، تروتسکی به نویسندگی و نظریه‌پردازی با نام مستعار پرداخت. مدتی بعد برونشتاین موفق شد فرار کند و روی گذرنامه جعلی خود نام نگهبان زندانش «تروتسکی» در اودسا را نوشت.

## دیدار با لنین
تروتسکی همکاری خود را با ایسکرا، نشریهٔ حزب سوسیال دمکرات روسی آغاز کرد. حزب او را برای جمع‌آوری کمک به اروپا فرستاد. در سال ۱۹۰۲، در سن ۲۳ سالگی در خانه دوستی در لندن با ولادیمیر لنین دیدار نمود. این دیدار به پیوند سیاسی تنگاتنگ و طولانی بین تروتسکی و لنین انجامید. با وجود اختلاف نظر بین آن‌ها، لنین همواره تروتسکی را فردی با ارزش برای اهداف خود می‌دید.
در ۱۹۰۳ و در طی دومین کنگرهٔ حزب اختلافات میان بلشویک‌ها و منشویک باعث جدایی‌شان می‌شود. علت این جدایی حول مسئلهٔ ماهیت حزب می‌چرخید. لنین، رهبر بلشویک‌ها (اکثریت) به دنبال سازماندهی متمرکز نیروهای تعلیم دیده‌ای بود که قادر به کار پنهانی در جهت سرنگونی تزاریسم باشند. در حالی که ژولیوس مارتوف رهبر منشویک‌ها (اقلیت) معتقد بود که باید درهای حزب را به روی همهٔ آن‌هایی که کمابیش با اهداف حزب موافقند باز کرد.
در کنگره، تروتسکی با مارتوف موافق بود و علیه تجزیهٔ حزب استدلال می‌کرد، اما در عین حال دلیل اصرار لنین را هم در نمی‌یافت. در طی ده سالی که به دنبال آمد، تروتسکی مواضع شخصی‌اش را به تنهایی دنبال می‌نمود.

## تفکرات سیاسی و انقلاب مداوم
تفکر سیاسی تروتسکی سیری تدریجی داشت. در ابتدا، تحت تأثیر افکار روشنفکرانه خانواده اسپنسر، گرایشی نسبتاً قوی به جنبش عوام‌گرایی (پوپولیسم) پیدا کرد ولی هیچ گونه آگاهی از مارکسیسم نداشت. در دهه ۱۸۹۰، مارکسیسم در روسیه پر و بال می‌گرفت، زیرا قحطی سال ۱۸۹۱ و پیامدهای عمیق آن برای مردم فقیر روسیه، روشنفکران بیش تری را به سوی مارکسیسم جلب کرد. لئو در چهارده سالگی، برای نخستین بار یکی از آثار مارکسیستی (اثری از پِیتراسترووه) را مطالعه کرد. سال ۱۸۹۶، یک سال سرنوشت ساز در زندگی او به‌شمار می‌آید زیرا اندیشه‌های مارکسیستی بر او چیره شد و فعالیت‌های انقلابی را آغاز کرد. در آن سال، در پی اعتصاب معروف کارگران ریسندگی پترزبورگ و تظاهرات دانشجویان، دختر دانشجویی به نام وِتروا در زندان پترو پالوفسک خودسوزی کرد. تروتسکی در میانهٔ سال ۱۸۹۶ «مجمع کارگران روسیه جنوبی» را در «نیکلایوف» بنیان نهاد. این مجمع سازمانی انقلابی بود که می‌کوشید کارگران را بیدار کرده و به قیام علیه سرمایه داران وادارد. وجه تسمیه آن نیز به این خاطر بود که به تدریج کارگران سایر شهرها را در این سازمان بگنجاند. سازمان مزبور به تبلیغات وسیع در میان کارگران پرداخت و اعلامیه‌هایی که به وسیله تروتسکی نوشته می‌شد، با استقبال کارگران روبرو می‌شد. این فعالیت‌ها در زمانی صورت می‌گرفت که حزب سوسیال دموکرات روسیه نیز به فعالیت گسترده‌ای در میان کارگران پرداخته بود. چند اعتصاب کارگری در نیکلایوف صورت گرفت. پلیس ابتدا به فعّالان سیاسی تبعید شده به اودسا مشکوک شد ولی بعداً پی برد که کارِ چند نوجوان در «مجمع کارگران روسیه جنوبی» است. در فوریه ۱۸۹۸، نیروهای پلیس توانستند افراد این مجمع و از جمله تروتسکی را بازداشت کنند و مدارک زیادی را از آنان به دست آوردند. تروتسکی ابتدا در زندان قدیمی نیکولایوف، سپس در خِرسون ، و آنگاه در اودسا زندانی شد. در همین ایام بود که کتاب رشد سرمایه‌داری در روسیه (از آثار لنین) را در زندان مطالعه کرد و با افکار او آشنا شد. دادگاه اودسا رأی به تبعید او به «اوستیکوت» در سیبری داد. تروتسکی در تبعیدگاهش با نام مستعار «آنتی اوتو» شروع به نگارش مقالات ادبی برای یک نشریه مجاز به نام «اخبار شرق» کرد. در همین دوران تبعید بود که تروتسکی به مارکسیستی واقعی تبدیل شد؛ دقیقاً از سال ۱۸۹۷. خود او در اثر معروفش به نام زندگی من می‌نویسد:
«... از ۱۸۹۷ که فعالیت انقلابی را شروع کردم، ولی همچنان در برابر مارکسیسم ایستادگی می‌کردم، تاکنون راهی دراز را طی کرده بودم. در ایام تبعید، مارکسیسم مبنای قطعی جهان بینی و شیوهٔ تفکر من شد…» (زندگی من، فصل ۹)
در ۱۸۹۸ به گونه ای شگفت‌انگیز از سیبری گریخت و به «سامارا» رفت و در آن جا به عضویت هیئت‌های تحریریه شعبهٔ روزنامه «ایسکرا» (ارگان حزب سوسیال دموکرات روسیه) درآمد. مقالات سیاسی خود را با نام مستعار «پِرو» (قلم) به رشته تحریر درمی‌آورد. در اکتبر ۱۹۰۲، به دعوت لنین، به لندن رفت و به عضویت هیئت تحریریه دفتر مرکزی «ایسکرا» درآمد. به شهرهای بروکسل، پاریس، ژنو و مونیخ سفر کرد و برای دانشجویان روسی دربارهٔ ماتریالیسم تاریخی سخنرانی کرد. در کنگره دوم حزب سوسیال دموکرات روسیه که در بروکسل (و سپس در لندن) در اوت ۱۹۰۳ برگزار شد، تروتسکی به نمایندگی جامعه سیبری شرکت کرد. این کنگره شاهد اختلاف نظر شدید میان لنین و مارتوف بر سر تعیین شرایط عضویت در حزب بود و زمینه تجزیه حزب به دو جناح بُلشِویک و مِنشِویک را فراهم نمود. تروتسکی که در آن زمان تحت تأثیر قوی مارتوف، زاسلویچ وآکسلرود بود، راه خود را از لنین جدا کرد و به جناح منشویک پیوست. خود تروتسکی در این باره می‌نویسد:
«... جدایی من از لنین، اساساً ناشی از خصلتی سیاسی بود که در قلمروی سازمان حزب بروز کرده بود. خود را «سانترالیست» به‌شمار می‌آوردم؛ اما بی شک قادر نبودم درک کنم که نظر لنین درست است، زیرا حزبی انقلابی برای بسیج کردن میلیون‌ها نفر در مبارزه با رژیمی استبدادی، نیاز به انضباط شدید و متمرکز دارد…»
(زندگی من، فصل ۱۲)
دودِلی‌ها و سُست رأیی منشویک‌ها باعث شد که تروتسکی در سپتامبر ۱۹۰۴ از آنان جدا شده و راه مستقلی را برای خود، در پیش گیرد. در سال ۱۹۰۵ اعتصابات گسترده‌ای روسیه را تکان داد. این نخستین‌باری بود که کارگران در کنار خواست‌های اجتماعی، خواست‌های سیاسی را هم پیش می‌کشیدند. در جریان اعتصابات و طغیان‌ها شوراها (سُویِت‌ها : soveits) به‌وجود آمدند که از شوراهای نمایندگان کارخانه‌ها و محلات تشکیل می‌شد. در واقع شوراها ساختار قدرت دوگانه‌ای را ایجاد کردند و آغاز تجربهٔ قدرت‌گیری مردم شدند. شورای سن پترزبورگ (پتروگراد) مهم‌ترین آنان بود که به سازماندهی زندگی عمومی، مسلح‌سازی کارگران مبارز و مواد غذایی و … می‌پرداخت.
در ۱۹۰۵ تروتسکی و همسرش ناتالیا پنهانی به پتروگراد بازگشته و تروتسکی در راس قدرت شورا قرار گرفت. او نخستین دبیرکل شورای کارگران روسیه بود. او با سخنوری و کاریزمای خود، طبقه کارگر و حتی طبقه متوسط شهری و خرده بورژواها را نیز با خود همراه کرد. اما پس از شکست انقلاب او به کار اجباری و زندگی در سیبری محکوم شد که در آن هنگام ۲۶ سال داشت.
در مدت زندان، تروتسکی به مطالعه و تعمیق تئوری انقلاب مدام پرداخت. همه مارکسیست‌ها (بلشویکها و منشویک‌ها) اعتقاد داشتند که در کشور عقب‌مانده‌ای مانند روسیه نخست باید انقلابی دموکراتیک و بورژوایی رخ دهد؛ این انقلاب، فئودالیسم را محو و دموکراسی بورژوایی را برقرار خواهد کرد. در نتیجه، تحت سلطهٔ سرمایه‌داری، صنعت نمی‌تواند خود را گسترش دهد و در پی آن، طبقه کارگر گسترش پیدا نمی‌کند و زمان، شرایط رویداد انقلاب سوسیالیستی را مهیا نمی‌کند.
در سال ۱۹۰۵ تروتسکی بار دیگر از تبعید در سیبری گریخت. این بار او به صورت رسمی به حزب لنین پیوست و از سوی بلشویک‌ها برای ریاست کمیته نظامی انقلابی برگزیده شد. تروتسکی پس از تجربهٔ ناکام ۱۹۰۵ دیدگاه کاملاً دیگری را در پیش گرفت و گفت روسیه کشوری توسعه‌نیافته در عصر ظهور امپریالیسم است و سرمایه‌های خارجی زیادی تحت سلطهٔ تزار قرار دارد. بورژوازی ملی به نسبت ضعیف است. همهٔ این‌ها باعث به‌وجود آمدن همبستگی میان امپریالیسم خارجی، طبقهٔ مالک سنتی و بورژوازی ملی می‌شود. به طوریکه این بورژوازی ملی در صورت رویداد انقلاب، بیشتر تمایل خواهد داشت تا از تزار پشتیبانی کند تا کارگران و دهقانان. دهقانان نخواهند توانست خود را به قدرت سیاسیِ خودانگیخته‌ای بدل کنند. اینچنین، تروتسکی نتیجه گرفت که تنها، طبقهٔ کارگر قادر به رهاییِ روسیه است؛ و اینکه در انقلاب علیه تزاریسم باید وظایف انقلاب بورژوازی با انقلاب سوسیالیستی ترکیب شود. طبقهٔ کارگر باید پشتیبانی دهقانان را به‌دست‌آورد ـ که در کشوری مانند روسیه اجتناب ناپذیر است ـ و دموکراسی شوراها را برقرار سازد. او این نظریه خود را «انقلاب مداوم» نامید.

## انقلاب روسیه

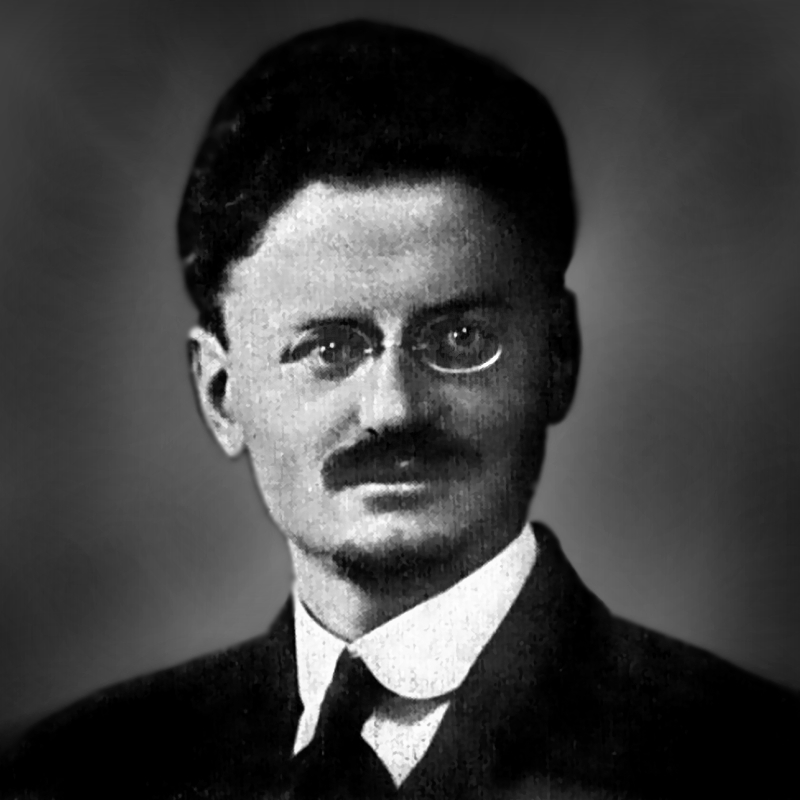
نگاره گذرنامه لئون تروتسکی در سال ۱۹۱۵

در سال ۱۹۰۷ تروتسکی دوباره موفق شد تا به وین فرار کند و چند سالی در آنجا بماند. جنگ جهانی اول آسیب جبران‌ناپذیری به سوسیال دموکراسی وارد آورد و موجب تجزیهٔ آن شد. اگرچه جنگ بین دولت‌های سرمایه‌داری بود رهبران انترناسیونال دوم به تصویب اعتبار جنگ رأی دادند. به عقیدهٔ تروتسکی و لنین، کارگران نباید در میان خویش، کشتار به راه می‌انداختند بلکه باید سلاح خود را علیه آن طبقه‌ای نشانه می‌رفتند که استثمارشان می‌کند. این گفتهٔ لنین بود که: «ما باید این جنگ را به جنگ شهریِ انقلابی تبدیل کنیم».
فلاکت جنگ در سرتاسر اروپا قحطی و بدبختی را می‌گسترد. در فوریه ۱۹۱۷ انقلاب دیگری در روسیه رخ داد. این بار تزار نیکلای دوم روسیه باید از قدرت برکنار می‌شد و حکومتی موقت تحت ادارهٔ بورژواهای لیبرال تشکیل می‌شد. لنین در ماه آوریل و تروتسکی در ماه مه به مسکو وارد شدند.
با ورود لنین، بلشویک‌ها دوباره با منشویک‌ها همکاری کرده و حکومت موقت را به رسمیت شناختند. لنین جریان حزب را دگرگون نمود. در نظر او، کارگران باید قدرت را از طریق شوراها در دست بگیرند و با پشتوانهٔ انقلاب جهانی که انقلاب روسیه آغازگر آن است، سازندهٔ جامعه‌ای برابر و بی‌طبقه یا «سوسیالیسم» باشند. تروتسکی پس از ورودش به روسیه با تأیید فراموش کردن اختلافات گذشته، تمایل خود را به بلشویک‌ها نشان داد.
در طی ماه‌های بعدی، بلشویک‌ها با خواست‌هایی نظیر توقف جنگ، بازتوزیع زمین‌ها و قدرت گرفتن کامل شوراها، بتدریج توده‌های زیادی را جلب کردند. اما ۲۵ اکتبر انقلاب دیگر و با خون‌ریزی کم در راه بود. چرا که نیروهای نظامی جانب انقلابیون را می‌گرفتند. بدین ترتیب روسیه نخستین کشوری شد که در آن، کارگران و دهقانان قدرت را در دست گرفتند. حکومتی ترکیبی از بلشویک‌ها و سوسیالیست‌های انقلابی بزودی برپا شد. لنین و تروتسکی در نتیجهٔ انقلاب روسیه، امید زیادی به رویداد انقلاب در دیگر کشورهای پیشرفتهٔ سرمایه‌داری داشتند. آن‌ها معتقد بودند روسیه که کشوری توسعه‌نیافته و از نظر فرهنگی عقب‌افتاده‌است به تنهایی نمی‌تواند سوسیالیسم را برآورده کند.
علیرغم طغیان‌های انقلابی بسیار به‌خصوص در آلمان، انقلاب در هیچ‌کجا پیروز نشد. نقش ضدانقلابی سوسیال دموکراسی، لنین و تروتسکی را به این نتیجه رساند که انترناسیونالی دیگر ضرورت دارد. انترناسیونال سوم (کمینترن) در ۱۹۱۹ برپا شد. همزمان بلشویک‌ها در روسیه درگیر جنگ شهری طاقت‌فرسایی برای نابودی گروه‌های سلطنت‌طلب و سوسیالیست‌های مخالف حکومت شوروی و جمهوری‌خواهان و بسیاری از گروه‌های دیگر که تنها در مخالفت با بلشویک‌ها با هم متحد شده بودند شدند که تقریباً ۲۰ کشور سرمایه‌داری از آنان پشتیبانی می‌کردند.
تروتسکی مسئولیت تشکیل ارتش سرخ را به عهده گرفت که در نهایت موفق شد گروه‌های مخالف را شکست دهد. اما از طرف دیگر جنگ شهری وضعیتی را ایجاد کرد که به سمت دیوان‌سالاری دولتی شوروی رفت. این موضوع، باعث خشونت‌آمیز شدن مناسبات سیاسی و اجتماعی شد. در این زمینهٔ سیاسی و اجتماعی، سوگیری بلشویک‌ها به سمتی رفت که این تغییرشکل را ـ اگرچه موقت ـ تشدید کرد. در ادامهٔ این روند در ۱۹۲۱ احزاب سیاسی غیرقانونی اعلام شدند و حق تشکیل فراکسیون در احزاب، موقتاً ملغی شد. در نظر ارنست مندل، این، سال‌های سیاهی بود که در آن تروتسکی از سیاست ترس، و سرکوب آنارشیست‌ها (ماخنو، کرونشتات) و نظامی‌سازی سندیکاها دفاع می‌کرد.

## مخالفت با استالین
در ۱۹۲۲ ژوزف استالین که تا آن زمان کمتر شناخته شده بود دبیرکل حزب کمونیست اتحاد شوروی شد و این زمانی بود که ولادیمیر لنین هرچه بیشتر خطر دیوان‌سالار شدن دولت شوروی را احساس می‌کرد. او در ۱۹۲۲ در کنگره حزب گفت: «زمانی که به ماشین دیوان‌سالار می‌نگریم باید از خود بپرسیم که چه کسی حکومت می‌کند و چه کسی حکومت می‌شود؟ من به‌شدت شک دارم که این کمونیست‌ها هستند که حکومت می‌کنند. حقیقت این است که این‌ها حکومت می‌شوند». در همین سال لنین بیمار شده و به این ترتیب، ناتوان و از گود خارج شد. تروتسکی در ابتدا بارها ضرورت بازگشت دموکراسی در حزب را هشدار می‌داد که نتیجه‌ای جز خشم استالین و همدستانش نداشت؛ زیرا آنها نمایندهٔ منافع قشر تازه سوسیال بوروکرات‌ها بودند. بسیاری از کمیسیون‌ها و اعضای اثر گذار حزب کمونیست، با تطمیع یا ترساندن استالین تغییر موضع دادند.
لنین در ۱۹۲۴ درگذشت. او در وصیت‌نامهٔ سیاسی‌اش از اعضای دیگر رهبری حزب کمونیست خواسته بود تا استالین را از مقام دبیرکلی حزب کمونیست برکنار کنند. تروتسکی نیز تلاش کرد تا مبارزهٔ لنین را ادامه دهد اما تلاش‌های تروتسکی در زمانی بود که توده‌ها در انفعال و خستگیِ پس از انقلاب به‌سر می‌بردند. در نتیجه دیوان‌سالاران حکومتی، تروتسکی را از نظر سیاسی محاصره کرده و او را در ژانویه ۱۹۲۵ از مقام کمیسر عالی امور نظامی و دریایی شوروی برکنار کردند.

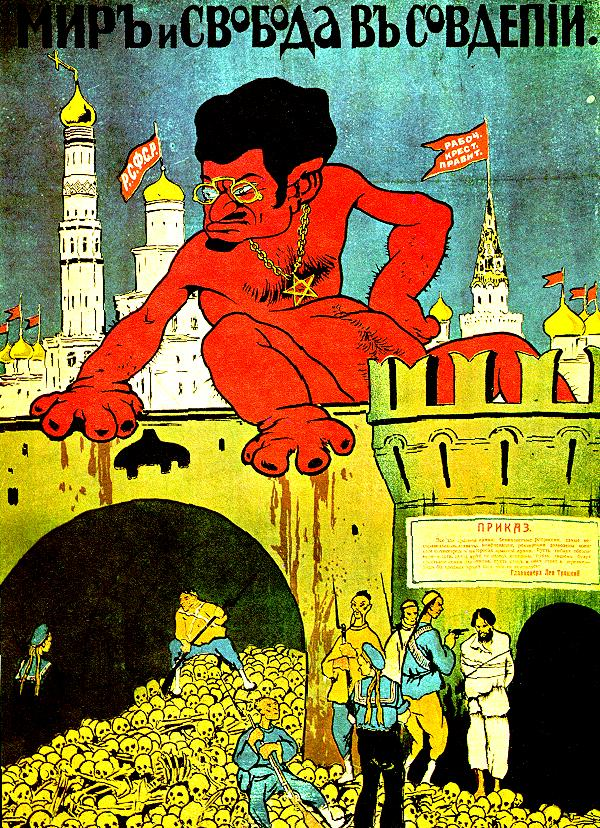
پوستر پروپاگاندای ارتش سفید روسیه که در آن تروتسکی به عنوان نماد بلشویسم یهودی و به صورت شیطانی تصویر شده‌است.

## اخراج و تبعید
در سال ۱۹۲۵ (یکسال پس از مرگ لنین) دربارهٔ آینده شوروی دو دیدگاه وجود داشت: تروتسکی و هوادارانش در داخل حزب و ارگان‌های سیاسی ارتش، از سیاست صنعتی کردن سریع کشور و تشدید فعالیت‌های انقلابی در صحنه بین‌المللی حمایت می‌کردند (نظریه انقلاب جهانی). از سوی دیگر استالین و هوادارانش نظریه «سوسیالیسم در کشور واحد» را ارائه دادند که به معنای اولویت تحکیم اوضاع داخلی کشور و مماشات با کشورهای غرب بود. از نظر اعضای ساده حزب و اکثریت کارگران، نظریه استالین از جاذبه بیش تری برخوردار بود.
استالین در مقابل تئوری انقلاب جهانی تروتسکی، ایده سوسیالیسم در یک کشور را ارائه کرد و تروتسکیسم را مغایر با ارزش‌های انقلاب دانست. تروتسکی در سال‌های ۱۹۲۶ و ۱۹۲۷ گروهی متشکل از ۸ هزار نفر از اعضای حزب کمونیست را گرد آورد و یک اپوزیسیون تشکیل داد. این اپوزیسیونِ چپی در محلات شهرهای بزرگ به صورت پنهانی گرد هم جمع می‌شدند. همه اعضای شناخته شدهٔ این اپوزیسیون در سال ۱۹۲۷ از حزب کمونیست اخراج و تبعید یا زندانی شدند. تروتسکی نیز نخست در اکتبر ۱۹۲۶ از پولت‌بیورو و سپس در اکتبر ۱۹۲۷ از کمیته مرکزی اخراج شد. سرانجام در نوامبر ۱۹۲۷ در پی سخنرانی تروتسکی علیه استالین که در آن استالین را «گورکن انقلاب» نامید، از حزب کمونیست اخراج و ناچار شد روسیه را ترک کند و به تبعید برود. تروتسکی در ژانویه ۱۹۲۸ ابتدا به آلماتی تبعید شد و سرانجام در فوریه ۱۹۲۹ از اتحاد جماهیر شوروی اخراج شد. تروتسکی و ناتالیا همسرش تبعید شدند. سفری دریایی و طولانی آن‌ها را از ترکیه به فرانسه، نروژ و از آنجا به مکزیک رساند؛ ولی تروتسکی دست از فعالیت سیاسی برنداشت. در سال ۱۹۳۵ تروتسکی در مخالفت با استالین، در کتابی به نام انقلابی که به آن خیانت شد نوشت که جریان حاکم بر شوروی در راستای منافع خود، منافع کارگران و پرولتاریا را نادیده می‌گیرد. او با بررسی احزاب سوسیال دموکرات اروپایی و امکانات حاصل از نتیجه جنگ جهانی اول به این نتیجه رسید که باید انترناسیونال چهارم را تشکیل دهد؛ بنابراین در سال ۱۹۳۸ و در اطراف پاریس، انترناسیونال چهارم را تشکیل داد و برپایی انقلابی تازه را وظیفه خود دانست.
در همین حال در بسیاری از احزاب کمونیست جهان جریان‌های اپوزیسیون سر برآوردند. اما مسکو خواستار اطاعت بود و در هرکجا تروتسکیستی پیدا می‌کرد از حزب کمونیست اخراج می‌نمود. از طرف دیگر تروتسکی سعی کرد تا ارتباطش را با این جریان‌ها حفظ کند. در اتحاد شوروی استالین برنامهٔ صنعتی‌سازی اجباری را پیش گرفت. بهای سنگین این برنامه را کارگران و خانواده‌هایشان پرداختند. او همچنین در روستاها به اشتراکی‌سازی اجباری زمین‌ها دست زد. وضع قانون‌گذاری حتی از زمان تزاریسم هم بدتر بود: از سن ۱۲سالگی برای جرم دزدی مجازات مرگ در نظر گرفته می‌شد. همچنین تبعید و اعدام‌های جمعی گسترده‌ای صورت می‌گرفت.

## ترور تروتسکی
تروتسکی در آخرین سال‌های زندگی، کتاب‌ها و مقالات بسیاری علیه خائنان به انقلاب نوشت. او خواستار برپایی دوباره شوراها و دموکراسی چند حزبی بود. ترس استالین از تروتسکی آنچنان زیاد بود که وجود او در تبعید را نیز برنمی‌تافت؛ زیرا تروتسکی همچنان تا سال‌های پایانی زندگی، چنان قدرتمند و دارای کاریزما بود که بتواند کودتا یا انقلابی در روسیه را رهبری کند.
به نظر می‌رسید که تروتسکی در مکزیک در امنیت است، اما در ۲۰ اوت ۱۹۴۰ مردی جوان به نام مستعار «آقای جکسون» در مکزیک به دیدار لئون تروتسکی رفت. او خود را از حامیان و دوستداران تروتسکی معرفی کرد که از تروتسکی می‌خواهد تا کتابش را پیش از انتشار بررسی کند. جکسون به نظر مردی متشخص می‌آمد و برای همین کسی به او شک نکرد و او را بازرسی نکردند. جکسون با تروتسکی مشغول گپ زدن بود. گفته می‌شود در حالی که تروتسکی کتاب جکسون را می‌خواند او ناگهان با تیشه کوهنوردی از پشت، به سر تروتسکی ضربه زد.
تروتسکی پیش از مرگ گفت: «او را نکشید، باید همه چیز را اعتراف کند». آشکار شد که جکسون می‌خواسته پس از ترور تروتسکی خودکشی کند. محافظان تروتسکی، جکسون را به مقامات مکزیکی تحویل دادند. هویت واقعی او رامون مرکادر، تبعهٔ اسپانیا بود که به ۲۰ سال زندان محکوم شد. در روز خاکسپاری تروتسکی، نزدیک به ۳۰۰ هزار نفر حضور داشتند.
ژوزف استالین گفته بود: «من در ترور تروتسکی هیچ نقشی ندارم»، اما مرکادر پس از آزادی از زندان، به شوروی رفت و نشان لنین که بالاترین نشان شوروی بود را دریافت کرد.

## آثار
- زندگی من
- تاریخ انقلاب روسیه
- کمون پاریس
- مارکسیسم و تروریسم
- هنر و انقلاب[۷]

## فیلم‌ها دربارهٔ تروتسکی
- مینی‌سریال تروتسکی به زبان روسی در ۸ قسمت (۲۰۱۷)
- ترور تروتسکی (۱۹۷۲)